# Lioux-les-Monges
Lioux-les-Monges è un comune francese di 51 abitanti situato nel dipartimento della Creuse nella regione della Nuova Aquitania.

## Società

### Evoluzione demografica
Abitanti censiti